# Kiss Kiss (Roald Dahl)
Kiss Kiss è una raccolta di brevi racconti scritta da Roald Dahl e pubblicata originariamente nel 1960 da Alfred A. Knopf. La maggior parte delle storie erano già state pubblicate precedentemente in vari giornali e quindi raccolte nel libro.
Il volume comprende 11 racconti:
- L'affittacamere (The Landlady)
- William e Mary (William and Mary)
- L'ascesa al cielo (The Way Up to Heaven)
- Il diletto del pastore (Parson's Pleasure)
- Mrs. Bixby e la pelliccia del colonnello (Mrs. Bixby and the Colonel's Coat)
- Pappa reale  (Royal Jelly)
- Caro Padre (Georgy Porgy)
- Genesi e Catastrofe: una storia vera (Genesis and Catastrophe: A True Story)
- Liszt' (Edward the Conqueror)
- A proposito di maiali (Pig)
- Il Campione del Mondo (The Champion of the World)

Il libro contiene alcune delle più macabre storie di Dahl, incentrate su una continua alternanza fra buoni che castigano i cattivi e viceversa, uno stile narrativo lento ed evocativo nel principio e sempre più rocambolesco e rapido man mano che la narrazione prosegue, fino all'inaspettato (e, il più delle volte, sgradevole) colpo di scena finale, che rovescia completamente la trama. 
Più volte il finale non è esplicito, lasciando presagire la morte o, comunque, un'incombente disgrazia.
L'ultimo racconto del volume, Il Campione del Mondo , sarà riutilizzato da Dahl, nel 1977, come trama per il suo libro per bambini Danny il campione del mondo.
Due dei racconti, Mrs. Bixby e la pelliccia del colonnello e L'affittacamere, inoltre, verranno trasferiti su pellicola per la serie Alfred Hitchcock presenta, rispettivamente nel 1960 e nel 1961.

## I racconti
- L'affittacamere (The Landlady): Billy Weaver, un diciassettenne alla prima esperienza di lavoro, è in cerca di un alloggio a Bath; viene stranamente attratto dalla pensione di una vecchia signora del posto all'apparenza molto tranquilla, che in realtà nasconde un terribile segreto.

- William e Mary (William and Mary): Mary Pearl riceve da un notaio la lettera post-mortem di suo marito William, il quale le spiega che il dottor Landy lo ha utilizzato come cavia per un singolare esperimento che ha lo scopo di tenere in vita il suo cervello anche dopo la sua dipartita. Inizialmente sconvolta, la donna userà questa singolare circostanza per vendicarsi delle privazioni subite dal marito quando era in vita.

- L'ascesa al cielo (The Way Up to Heaven): La signora Foster è continuamente vessata dal marito che utilizza la sua tendenza all'ansia per creare in lei un costante stato d'agitazione; in occasione di un viaggio a Parigi la signora si vendicherà in maniera singolare e sadica.

- Il diletto del pastore (Parson's Pleasure): Cyril Boggis è un antiquario che truffa i contadini inglesi per recuperare dalle loro fattorie preziosi mobili pagandoli a un prezzo molto inferiore del loro valore reale. La sua astuzia gli si ritorcerà contro quando troverà per puro caso un rarissimo cassettone di Thomas Chippendale nelle mani di un fattore sempliciotto.

- Mrs. Bixby e la pelliccia del colonnello (Mrs. Bixby and the Colonel's Coat): La signora Bixby riceve dal suo ex-amante una splendida pelliccia di visone, ed elabora un piano per poterla tenere senza dare spiegazioni a suo marito. Il piano avrà però una conclusione inaspettata.

- Pappa reale  (Royal Jelly): La figlia neonata dei coniugi Taylor è totalmente inappetente; il signor Taylor, un bravo apicoltore, aggiunge di nascosto grandi porzioni di pappa reale al suo latte, e la bambina sembra riprendersi; ma la signora Taylor dovrà scoprire a proposito un macabro segreto.

- Caro Padre (Georgy Porgy): A causa del suo terrore nei confronti delle donne, George è diventato un sacerdote, ma subisce ripetutamente gli assalti delle signore della sua parrocchia. Ciò è dovuto a un terribile episodio della sua infanzia, e lo porterà a un inaspettato epilogo.

- Genesi e Catastrofe: una storia vera (Genesis and Catastrophe: A True Story): Klara ha dato alla luce il suo terzogenito ma è infelice perché teme che faccia la fine degli altri due, morti in tenera età. In realtà il figlio vivrà e avrà un ruolo terribile nella storia umana.

- Liszt (Edward the Conqueror): Louisa salva dalle fiamme un gatto e si convince che possa essere la reincarnazione del compositore Franz Liszt; la sua ossessione per l'animale risveglierà le ire e la gelosia del marito Edward.

- A proposito di maiali (Pig): Lexington viene cresciuto da una zia adottiva che lo introduce al vegetarianismo e alla buona cucina. Quando la donna muore, il ragazzo si trasferisce in città per scrivere e pubblicare un libro di ricette, e diventare così famoso; ma l'iperprotettività della zia lo renderà fin troppo esposto ai rischi della vita.

- Il Campione del Mondo (The Champion of the World): Due scapestrati cacciatori di frodo cercano un metodo per procurarsi più fagiani possibile, con risvolti tragicomici.

## Edizioni
- Alfred Knopf, 1960, USA.
- Michael Joseph, 1960, Gran Bretagna.
- Roald Dahl, Roald Dahl, tutti i racconti, traduzione di Alba Barriffi, Massimo Bocchiola, Fabrizio Cocco, Luisa Corbetta, Giovanni Garbellini, Paola Uberti del Freo, Attilio Veraldi, La Gaja Scienza, Longanesi, 2009,  pp.825.